# Hochkirchliche Bewegung
Die hochkirchliche Bewegung bezeichnet eine theologische und geistliche Richtung innerhalb der evangelischen, insbesondere der lutherischen Kirche. Die Wurzeln der evangelischen hochkirchlichen Bewegung liegen im Neuluthertum des 19. Jahrhunderts, im Anglokatholizismus, der insbesondere die Schwedische Kirche beeinflusst hat, und in der liturgischen Bewegung des 20. Jahrhunderts.

## Der Begriffhochkirchlich
Das Wort hochkirchlich kam in Deutschland im ersten Drittel des 20. Jahrhunderts auf. Es ist abgeleitet vom englischen Ausdruck High Church, der dort den Anglokatholizismus, eine Ausprägung innerhalb des Anglikanismus, bezeichnet (Gegensatz: Low Church).
Hochkirchliche Spiritualität bezieht sich in einer einzigen Glaubensbewegung auf Jesus Christus und zugleich auf die eine, sichtbare, sakramentale und katholische, also alle Zeiten und Völker umfassende Kirche, die sein Leib und seine fortdauernde Gegenwart ist. Sie setzt diese Kirche aber nicht mit der römisch-katholischen und/oder orthodoxen Kirche gleich, sondern erkennt sie in allen Konfessionen, die den Glauben der ersten fünf christlichen Jahrhunderte teilen.
Hochkirchliche Gottesdienste sind in der heiligen Messe und im Stundengebet von den liturgischen Formen der alten lutherischen und somit „katholischen“ Tradition geprägt. Insbesondere die allsonntägliche Abendmahlsfeier wird durch Gebete, Gesänge und Gewänder als Ostermahl des Herrn mit seiner Kirche gestaltet. Dabei wird streng auf die Unterscheidung der unkonsekrierten von den konsekrierten Mahlgestalten geachtet. Letztere werden entweder restlos verzehrt oder für die Krankenkommunion würdig aufbewahrt. Hochamt ist eine feierliche Form der Feier der Eucharistie (Missa Solemnis).
Teile der Hochkirchlichen Bewegung legen, im Unterschied zu rein liturgischen Bewegungen, großen Wert auf ein durch apostolische Sukzession übertragenes geistliches Amt. Dabei wird das kirchliche Amt in großer Nähe zum römisch-katholischen Priester- und Bischofsverständnis begriffen. Einzelne hochkirchliche Pastoren und Diakone bemühen sich um die Priesterweihe durch einen in der apostolischen Sukzession stehenden Bischof.
Andere sehen die „presbyteriale“ (also zeitweise nur von Priestern an Priester weitergegebene) Ordination als durch die Wirren der Reformationszeit bedingte, hinreichende Notordnung an, da nach lutherischer und altkirchlicher Lehre das Bischofs- und das Pastorenamt sich nur in ihren Aufgaben aber nicht in ihrem Wesen unterscheiden.

## Hochkirchliche Bewegung in Deutschland
Am Beginn der deutschen evangelischen hochkirchlichen Bewegung stehen die 1917 von dem norddeutschen Pastor Heinrich Hansen anlässlich des 400. Jahrestages des Beginns der Reformation veröffentlichten 95 Thesen Stimuli et clavi (= „Spieße und Nägel“). 1918 entstand die Hochkirchliche Vereinigung Augsburgischen Bekenntnisses, in der sehr schnell Friedrich Heiler führend wurde. An der Prägung der deutschen hochkirchlichen Bewegung waren auch die Berneuchener Bewegung und die Kirchliche Arbeit Alpirsbach beteiligt. In den hochkirchlichen Bruderschaften und Gemeinschaften, die auf das Wirken von Helmut Echternach zurückgehen (unter anderem St.-Athanasius-Bruderschaft, Kommunität St. Michael, Hochkirchliches Apostolat St. Ansgar), wird die historisch-kritische Auslegung der Bibel abgelehnt und das lutherische Bekenntnis stark betont. Letzteres findet sich in deutschen hochkirchlichen Kreisen sonst nur in der Evangelisch-Lutherischen Gebetsbruderschaft und der Brüderngemeinde in Braunschweig.
Zur Hochkirchlichen Bewegung gehören Bruderschaften wie
- die zur Hochkirchlichen Vereinigung Augsburgischen Bekenntnisses gehörenden Hochkirchliche St.-Johannes-Bruderschaft und Evangelischen Franziskaner-Tertiaren,
- der Evangelische Humiliatenorden, seit 2012 Teil der Hochkirchlichen St.-Johannes-Bruderschaft,
- die St.-Athanasius-Bruderschaft,
- die Evangelisch-Lutherische Gebetsbruderschaft,
- der Hochkirchliche Apostolat St. Ansgar,[3]
- die Bekenntnisbruderschaft St. Peter und Paul, geleitet von Peter Beyerhaus
- die Congregatio Canonicorum Sancti Augustini[4],
- die Bruderschaft St. Jakobus (Bund für evangelisch-katholische Einheit),
- die Sankt-Franziskus-Bruderschaft und
- die Evangelische Michaelsbruderschaft.

Zur Hochkirchlichen Bewegung rechnen sich auch Kommunitäten, bekennende Gemeinschaften bzw. evangelische Gemeinden wie zum Beispiel
- die Communität Casteller Ring,
- das Priorat Sankt Wigberti,
- die Kommunität St. Michael in Cottbus,
- die Arbeitsgemeinschaft Kirchliche Erneuerung in der Evang.-Luth. Kirche in Bayern,
- die Ev.-Luth. Kirchengemeinde St.-Ulrici-Brüdern in Braunschweig,
- die Hauptkirche St. Trinitatis in Hamburg-Altona,
- die Universitätskirche Marburg/Lahn,
- die Hauptkirche St. Michaelis in Hamburg und
- das evangelische Rogate-Kloster St. Michael zu Berlin.

Ferner gibt es (lutherisch-)evangelische Gemeinden, die sich nicht direkt zur hochkirchlichen- oder hochliturgischen Bewegung zählen, die aber durch sie beeinflusst worden sind und in denen regelmäßig die evangelische Messe gefeiert oder die Stundengebete gebetet werden und die Gregorianik hochgehalten wird, wie z. B. die Gartenkirche St. Marien und die Gnadenkirche zum Heiligenkreuz in Hannover.
Die Hochkirchliche Bewegung genießt innerhalb des deutschen Protestantismus, in dem sie zahlenmäßig eine kleine Minderheit bildet, mitunter Beachtung und Wertschätzung, erfährt aber oft auch strikte Ablehnung oder Spott. Letzterer thematisiert vor allem die feierlichen, „katholisierenden“ Formen. Die ernsthafte theologische Kritik setzt bei der Frage an, inwieweit ein katholisches Amts- und Sakramentsverständnis mit dem breiten Spektrum der evangelischen Ordinations- und Abendmahlspraxis kompatibel ist.

## Hochkirchliche und der hochkirchlichen Bewegung nahe stehende Theologen in Deutschland
- Hans Asmussen
- Karl-Eduard Berron
- Karl Dienst
- Jürgen Diestelmann
- Walter Drobnitzky
- Helmut Echternach
- Ludwig Ehrhardt
- Karl August Hahne
- Heinrich Hansen
- Friedrich Heiler
- Hansjürgen Knoche
- Max Lackmann
- Siegfried von Lüttichau
- Oskar Johannes Mehl
- Hans-Joachim Mund
- Max Witte